# Alberto João Jardim
Alberto João Cardoso Gonçalves Jardim (ur. 4 lutego 1943 w Funchal) – portugalski polityk, prawnik i nauczyciel, w latach 1978–2015 przewodniczący rządu Madery.

## Życiorys
Ukończył studia prawnicze na Uniwersytecie w Coimbrze. Pracował jako nauczyciel w szkołach średnich, w późniejszych latach gościnnie wykładał na Universidade Independente w Lizbonie. Kierował centrum szkoleń zawodowych na Maderze. Zajmował się także dziennikarstwem, pisząc m.in. dla regionalnej gazety „Jornal da Madeira”.
W okresie przemian politycznych z połowy lat 70. współtworzył regionalne struktury centroprawicowej Partii Socjaldemokratycznej. Został wybrany na posła do Zgromadzenia Republiki, a następnie w skład regionalnego parlamentu Madery. W 1978 objął stanowisko przewodniczącego rządu Madery. Wielokrotnie uzyskiwał reelekcję na ten urząd po kolejnych wyborach regionalnych, sprawując go do 2015. Kierował też regionalnym oddziałem PSD, w 2014 na nowego przewodniczącego partii został wybrany wówczas Miguel Albuquerque.
Był członkiem Komitetu Regionów, wiceprzewodniczącym Europejskiej Partii Ludowej oraz współzałożycielem Zgromadzenia Regionów Europy.